# Tipula schizophallus
Tipula schizophallus är en tvåvingeart som beskrevs av Alexander 1973. Tipula schizophallus ingår i släktet Tipula och familjen storharkrankar. Inga underarter finns listade i Catalogue of Life.